# 河野博文
河野 博文（こうの ひろふみ、1962年4月28日 - ）は、高知県出身の元プロ野球選手（投手）、プロ野球コーチ、実業家。
セ・リーグ初の最優秀中継ぎ投手を獲得している。

## 経歴

### プロ入りまで
明徳高校では2年夏の県大会準優勝、秋は県大会準決勝で高知商のエース中西清起と投げ合うが敗れる。3年夏には四番打者、投手として1980年夏の高知大会決勝に進むが、嘗ては相手の高知商を率いた明徳・松田昇監督の奇策でサイドスローの控え投手が先発、自身は右翼手として出場すると中西から本塁打を放つが結局登板機会はなく再度、敗れて甲子園出場を逸する。高校同期に中堅手の横田真之がいた。
卒業後は横田とともに駒澤大学に進学。東都大学リーグでは1983年に、1年上の鍋島博（NTT東京）との二本柱で春秋季連続優勝。秋季リーグでは3試合連続完封勝利を含む6勝0敗、防御率0.90の活躍で最優秀投手とベストナインに選ばれた。同年の全日本大学野球選手権大会でも決勝で近大を破り、優勝。明治神宮野球大会では東海大に敗れ、準優勝。日米大学野球選手権大会日本代表にも選出され、1試合14奪三振の大会記録（当時）を樹立、最優秀投手に選ばれた。駒大では同期の横田の他に、2学年先輩に広瀬哲朗と近藤満、1学年先輩に鍋島と二塁手の白井一幸、2学年後輩に新谷博、3学年後輩に田村勤がいた。
翌1984年秋季リーグでも在学中3回目の優勝を飾り、4勝0敗、防御率1.40で2度目の最優秀投手とベストナインに選ばれた。同年の日米大学野球選手権大会日本代表に2年連続選出され、明治神宮野球大会でも決勝で近大呉工学部の佐々木修に投げ勝ち優勝。リーグ通算34試合に登板し、15勝3敗、防御率1.91、132奪三振。

### 現役時代
1984年度ドラフト会議で日本ハムファイターズから広澤克実の外れ1位指名を受け、入団。
1985年から一軍に定着し、8勝を挙げた。
1988年には先発・リリーフ兼任で防御率2.38の好成績で最優秀防御率を獲得した。
1995年オフにフリーエージェント権を行使し、11月27日に読売ジャイアンツ（巨人）へ移籍。
1996年には序盤こそ二軍にいたが、中盤に一軍に上がってから初めてリリーフ専任となり、8月の月間MVPにも選ばれる。39試合に登板し6勝1敗3セーブを挙げリーグ優勝に貢献。「メークドラマ」の原動力の一人となり、同年度のセントラル・リーグの初代最優秀中継ぎ投手になった。オリックス・ブルーウェーブとの日本シリーズでは2試合に登板。第1戦では9回からリリーフに立つが、延長10回、イチローに決勝本塁打を打たれ、敗戦投手となる。この年のオフ、テレビ番組の企画で当時ロサンゼルス・ドジャースに所属していたトム・キャンディオッティを訪ね、ナックルボールを教わるも、実戦で使えるまでにはならなかった。
1999年10月5日に巨人を自由契約となり、同年12月7日に千葉ロッテマリーンズへテスト入団。
左ひざの故障もあり、2000年シーズン限りで現役を引退。

### 引退後
引退後、数年間は妻の親戚が経営する不動産会社に勤務し、その後プロ野球OBクラブが催すジュニア向けの野球教室のため全国を回っていたが、2008年から2009年まで、ロッテの元同僚の秦真司が監督を務めるベースボール・チャレンジ・リーグの群馬ダイヤモンドペガサスで投手コーチを務めた。コーチの依頼があった当時、妻ががんで手術し抗がん剤治療を始めるタイミングだったが、「行った方がいい」という妻の後押しもあり、妻と2人の娘を川崎市の自宅に残し群馬県に単身赴任した。
2009年8月2日に妻ががんで逝去（享年41）。チームに事情を話しシーズン途中で戦列を離れた。失意の中、元西武・駒崎幸一から声をかけられ群馬で有機農業を始め、タマネギ農家に転身した。2011年3月24日に放送された「壮絶人生ドキュメント 俺たちはプロ野球選手だった」でも紹介され、亡き妻が食事に気を遣い体調管理の内助の功をしてくれたことも農家へ転身した切っ掛けとなった。
2013年、タマネギを使用した餃子などの食品加工会社「げんちゃん」を群馬県前橋市に設立、同年暮に本社を高崎市に移転し2014年1月には事務所内に販売所を設けている。「長嶋さんにも注文してもらっている」というタマネギを全国にも通信販売し、2016年には群馬県の武井漬物製造と開発したタマネギを使った漬物が農林水産大臣賞に輝いた。ピーク時には年間200トンのタマネギを生産し、年商4000万円ほどの規模になった。
2015年、高崎市内にタマネギ料理がメインの「居酒屋大喜屋げんちゃん」をオープン。看板の「げんちゃん」の字は長嶋がリハビリの合間を縫って利き手ではない左手で書いたもので、「長嶋茂雄 3」のサインも入っていた。会社の拠点を東京に移すため2018年に閉店した。

## 選手としての特徴・人物
高校進学時には野球部を強化していた明徳高校（現・明徳義塾）へ3期生として入学。当時の校長が熱心に勧誘した理由は、野球がダメでも相撲で活躍が期待できるからだと野球部コーチが語っている。
アーム式のオーバースローから140km/h台の直球、カーブ、ナックル（通称ゲンちゃんボール）を武器としていた。
愛称はゲンちゃん。風貌が北京原人に似ていることから。本人によると、名付けたのは日本ハム時代の先輩投手・坂巻明で、日本ハム時代に発行された選手名鑑のニックネーム欄にも「ゲンちゃん」と掲載されていた（学生時代は「牛」と呼ばれていた）。この愛称を本人は気に入っており、巨人時代の1997年には登録名を「ゲンちゃん」に変更しようと試みている。セントラル・リーグから「ちゃん付けは不謹慎だ」という理由で却下されたが、巨人時代の監督・長嶋茂雄は投手交代の際に球審に対し、「ピッチャー、ゲンちゃん」と告げ、球審が「河野ですね」と確認していたという。本人によると「監督からは（巨人在籍4年間で）一度も『河野』と呼ばれなかった」。
巨人時代の1997年当時、外国人窃盗団によるメルセデス・ベンツ盗難事件が多発していた。河野も宿泊先の千葉県のホテルで愛車のベンツが盗まれ、後日窃盗団が摘発された際に、香港の貨物船の中から河野のベンツが他の大量のベンツとともに発見された。当初は巨人の一部の人間だけが知っている話だったが、「巨人の投手も被害」と大々的に報道されてしまった。
野球では左投左打だが、箸は右手で持つ。

### 失踪騒動
1990年5月24日、河野は試合前に東京ドームのフェンスを駆け上がる遊びをしていたところアキレス腱を断裂し、全治6ヶ月と診断され二軍落ちとなる。しかし8月途中頃からマネージャーが連絡を取ろうと思っても取れず、音信不通状態になっていた。事を大きくしたくない球団はこの件を外部に漏らさずにしてきたが、それも限界となり10月31日に当時球団常務であった大沢啓二によって河野が所在不明であることが公表され、マスコミで河野失踪と大きく報じられる事となる。その公表の10数時間後に母親に連れられて球団事務所に姿を現した河野は、記者会見で「球団側から『任意引退』を申し渡され、クビだと思って実家に帰り、球団からの連絡をシャットアウトしていた」と釈明を行った。
なお、任意引退とは「球団に保有権がある引退」のことであるが、当時は任意引退であっても選手として球団に所属し続ける者がいた。これは当時、各球団の支配下登録選手が60名までと指定されていたことが関係している。その60名の範囲内で戦力を有効活用するために、故障で長期間の治療が必要な選手やマイナーリーグへの野球留学で日本球界の試合に出る見込みの無い選手を任意引退扱いにすることが各球団で行われ、実績を残した選手も上記の理由で現役時代に任意引退扱いを経験している。日本ハム球団が河野に任意引退を通告したのも、河野を怪我の治療に専念させて、代わりの選手を登録する枠を空けることが目的であった。この一件以来、支配下選手登録から外れた選手は「準支配下選手」という肩書きとなり（1992年から支配下選手は70名に拡大され準支配下選手は廃止）、「任意引退」は球団から籍を除外するときのみ使用するよう、球団やマスコミ内で見解が統一された。

## 詳細情報

### 年度別投手成績
| 年 度      | 球 団      | 登 板 | 先 発 | 完 投 | 完 封 | 無 四 球 | 勝 利 | 敗 戦 | セ 丨 ブ | ホ 丨 ル ド | 勝 率 | 打 者 | 投 球 回 | 被 安 打 | 被 本 塁 打 | 与 四 球 | 敬 遠 | 与 死 球 | 奪 三 振 | 暴 投 | ボ 丨 ク | 失 点 | 自 責 点 | 防 御 率 | W H I P |
| ---------- | ---------- | ----- | ----- | ----- | ----- | -------- | ----- | ----- | -------- | ----------- | ----- | ----- | -------- | -------- | ----------- | -------- | ----- | -------- | -------- | ----- | -------- | ----- | -------- | -------- | ------- |
| 1985       | 日本ハム   | 36    | 28    | 7     | 1     | 0        | 8     | 13    | 0        | --          | .381  | 753   | 170.2    | 166      | 27          | 87       | 1     | 6        | 104      | 4     | 0        | 92    | 79       | 4.17     | 1.48    |
| 1986       | 日本ハム   | 36    | 16    | 1     | 1     | 0        | 1     | 10    | 0        | --          | .091  | 428   | 100.0    | 85       | 20          | 47       | 0     | 2        | 58       | 2     | 0        | 64    | 55       | 4.95     | 1.32    |
| 1987       | 日本ハム   | 37    | 17    | 3     | 2     | 0        | 4     | 6     | 0        | --          | .400  | 586   | 136.2    | 115      | 18          | 70       | 0     | 5        | 78       | 5     | 0        | 55    | 50       | 3.29     | 1.35    |
| 1988       | 日本ハム   | 46    | 13    | 5     | 2     | 0        | 6     | 5     | 9        | --          | .545  | 585   | 144.0    | 118      | 16          | 53       | 3     | 5        | 111      | 5     | 1        | 41    | 38       | 2.38     | 1.19    |
| 1989       | 日本ハム   | 36    | 8     | 1     | 0     | 0        | 0     | 6     | 1        | --          | .000  | 316   | 73.2     | 66       | 12          | 39       | 0     | 2        | 42       | 1     | 0        | 40    | 38       | 4.64     | 1.43    |
| 1990       | 日本ハム   | 4     | 1     | 0     | 0     | 0        | 0     | 1     | 0        | --          | .000  | 50    | 11.0     | 7        | 0           | 11       | 0     | 1        | 7        | 1     | 0        | 4     | 4        | 3.27     | 1.64    |
| 1991       | 日本ハム   | 17    | 2     | 0     | 0     | 0        | 0     | 2     | 0        | --          | .000  | 127   | 28.2     | 30       | 4           | 13       | 0     | 1        | 15       | 0     | 0        | 15    | 15       | 4.71     | 1.50    |
| 1992       | 日本ハム   | 28    | 10    | 0     | 0     | 0        | 4     | 4     | 0        | --          | .500  | 266   | 58.1     | 58       | 9           | 37       | 1     | 1        | 41       | 6     | 0        | 33    | 32       | 4.94     | 1.63    |
| 1993       | 日本ハム   | 25    | 18    | 3     | 2     | 0        | 7     | 3     | 0        | --          | .700  | 400   | 97.2     | 78       | 11          | 33       | 0     | 4        | 66       | 3     | 0        | 37    | 37       | 3.41     | 1.14    |
| 1994       | 日本ハム   | 33    | 25    | 3     | 1     | 0        | 8     | 10    | 0        | --          | .444  | 626   | 143.0    | 148      | 20          | 66       | 2     | 2        | 94       | 3     | 0        | 67    | 61       | 3.84     | 1.50    |
| 1995       | 日本ハム   | 27    | 26    | 3     | 0     | 1        | 6     | 8     | 0        | --          | .429  | 598   | 140.2    | 129      | 26          | 64       | 0     | 3        | 95       | 3     | 1        | 76    | 74       | 4.73     | 1.37    |
| 1996       | 巨人       | 39    | 0     | 0     | 0     | 0        | 6     | 1     | 3        | --          | .857  | 203   | 52.0     | 33       | 3           | 22       | 5     | 0        | 39       | 1     | 0        | 19    | 19       | 3.29     | 1.06    |
| 1997       | 巨人       | 22    | 0     | 0     | 0     | 0        | 0     | 1     | 0        | --          | .000  | 91    | 21.1     | 19       | 2           | 10       | 2     | 1        | 15       | 0     | 0        | 10    | 9        | 3.80     | 1.36    |
| 1998       | 巨人       | 27    | 0     | 0     | 0     | 0        | 3     | 0     | 1        | --          | 1.000 | 112   | 26.0     | 15       | 2           | 15       | 1     | 4        | 20       | 0     | 0        | 10    | 7        | 2.42     | 1.15    |
| 1999       | 巨人       | 20    | 0     | 0     | 0     | 0        | 1     | 2     | 1        | --          | .333  | 75    | 15.2     | 19       | 3           | 9        | 0     | 2        | 13       | 0     | 0        | 14    | 13       | 7.47     | 1.79    |
| 2000       | ロッテ     | 29    | 0     | 0     | 0     | 0        | 0     | 0     | 0        | --          | ----  | 137   | 30.0     | 31       | 5           | 17       | 0     | 1        | 30       | 3     | 0        | 19    | 14       | 4.20     | 1.60    |
| 通算：16年 | 通算：16年 | 462   | 164   | 26    | 9     | 1        | 54    | 72    | 15       | --          | .429  | 5353  | 1249.1   | 1117     | 178         | 593      | 15    | 40       | 828      | 37    | 2        | 596   | 545      | 3.93     | 1.37    |

- 各年度の太字はリーグ最高

### タイトル
- 最優秀防御率：1回 （1988年）
- 最優秀中継ぎ投手：1回 （1996年）※セ・リーグ初

### 表彰
- 月間MVP：1回 （1996年8月）

### 記録
初記録
- 初登板：1985年4月10日、対西武ライオンズ2回戦（後楽園球場）、8回表に3番手で救援登板、1回2/3を2失点
- 初奪三振：同上、9回表にスティーブ・オンティベロスから
- 初先発：1985年4月14日、対南海ホークス2回戦（大阪スタヂアム）、5回1失点
- 初勝利・初完投勝利・初完封勝利：1985年5月1日、対西武ライオンズ3回戦（西武ライオンズ球場）
- 初セーブ：1988年5月7日、対南海ホークス4回戦（山形県野球場）、7回表1死に3番手で救援登板・完了、2回2/3を無失点

その他の記録
- 1000投球回：1995年5月12日、対福岡ダイエーホークス7回戦（東京ドーム）　※史上295人目
- 1球敗戦投手：1999年8月5日、対ヤクルトスワローズ17回戦（明治神宮野球場）、6回裏にロベルト・ペタジーニに右越逆転2ラン　※史上14人目（15度目）

### 背番号
- 18 （1985年 - 1995年）
- 40 （1996年 - 1999年）
- 46 （2000年）
- 77 （2008年 - 2009年）